# Pa Drengen Changchop Simpa

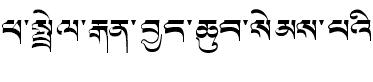
"Pa Drengen Changchop Simpa" in tibetano

Pa Drengen Changchop Simpa è la mitica scimmia progenitrice del popolo tibetano. Assieme al re Gesar e ad Avalokiteśvara è una delle più importanti figure della cultura tibetana. A volte è considerato come l'incarnazione del bodhisattva della compassione. Infatti Pa significa "padre", Drengen "vecchia scimmia", Changchop può essere tradotto con "compassione" e Simpa con "cuore".

## Nascita dei primi tibetani
In un mito della creazione molto popolare nel Tibet, all'inizio il mondo era coperto dalle acqua. Gradualmente le acque sono evaporate lasciando spazio per la vita animale. Sulle terre asciutte del Tibet giunse una scimmia che si era ritirata in questo paese per dedicarsi alla meditazione e seguire una vita di ascetismo e di castità. Si installò sul Monte Gongori, che dovrebbe corrispondere alla città di Tsetang oggi nella prefettura di Lhoka nel sud del Tibet. 
Un giorno la sua meditazione fu interrotta da un demone femminile. Secondo la tradizione il demone sarebbe la manifestazione del bodhisattva Tara, noto in tibetano come “Jetsun Dolma„, simbolo dell'energia della pietà e protettrice dei commercianti e dei viaggiatori. La demone lo minaccia dicendo che se non si unisce a lei, allora lei si unirà ad un demone e concepirà un gran numero di piccoli mostri che distruggeranno gli esseri viventi. La saggia scimmia accetta ed chiede l'autorizzazione di Avalokiteśvara per sposarla. Quest'ultimo benedisse la loro unione e alcuni mesi dopo nacquero sei piccole scimmie. 
La scimmia lasciò crescere i suoi sei figli nella foresta, ma dopo tre anni scoprì che si erano diventati cinquecento. I frutti della foresta non erano più sufficienti per nutrirli e supplicarono loro padre per aiutarle a trovare del cibo. La scimmia non sapeva cosa fare e andò dal dio della pietà per chiedere la sua assistenza. Allora Avalokiteśvara andò sul Monte Meru o Sumeru, che dovrebbe corrispondere oggi al Monte Kailash, luogo sacro per Induismo, Buddhismo, Giainismo e Bön. Secondo alcuni, raggiunse la vetta della montagna e raccolse una manciata di orzo; secondo altri, avrebbe estratto direttamente dal suo corpo cinque cereali e li avrebbe offerti alla scimmia. Questa imparò a coltivarli ed ebbe buon raccolto con cui poté infine sfamare tutti i suoi figli. Nutrendosi di cereali, le scimmie persero gradualmente i loro peli e la loro coda. Inoltre cominciarono ad utilizzare gli strumenti in osso e in pietra, quindi a fare vestiti e a costruire case fino a formare una civiltà da cui sarebbe disceso il popolo tibetano.

## Altra versione
Si dice anche che, vedendo il mondo popolato di demoni, Avalokitesvara, il Bodhisattva della compassione, provò pietà per la Terra. Allora si incarnò in una scimmia e si unì con una orchessa della roccia. Da questa unione nacquero sei scimmie che rappresentano i sei principali clan che costituiscono il popolo tibetano.